# السفارة السعودية في موزمبيق
سفارة المملكة العربية السعودية لدى موزمبيق، هي بعثة دبلوماسية سعودية تقع في العاصمة مابوتو ويترأس البعثة سفير خادم الحرمين الشريفين أحمد المولد.

## وصلات خارجية
- موقع سفارة المملكة العربية السعودية السعودية لدى موزمبيق.